# Amphilius cryptobullatus
Amphilius cryptobullatus е вид лъчеперка от семейство Amphiliidae. Видът е незастрашен от изчезване.

## Разпространение
Разпространен е в Замбия.

## Описание
На дължина достигат до 13,5 cm.